# 时务报
《时务报》，1896年8月9日创刊于上海，旬刊，书册式，每期20余页，约三、四万字，从创刊到停刊，共出69期。晚清维新运动中影响较大的中国人自办报刊。总理汪康年，早期主编为梁啟超。梁啟超在其上发表《变法通议》，提出了“喉舌论”，影响极大。翌年梁啟超赴湖南，仍旧主持笔政。后来由于张之洞的阻挠，命汪康年兼任总经理和主笔职务，汪梁之争加剧，梁啟超愤然离职。自第55期后，再无梁文登于其上，版式也有所不同。梁啟超离职之后，由康有为主持出版业务。1898年7月底，光绪帝诏改《时务报》为官报，汪康年拒不遵命，1898年8月8日停刊，共出69期。同年8月17日汪康年将报名改为《昌言报》出版。

## 历史

### 创办
关于《时务报》的筹创，汪康年和梁启超后来各执一词，新闻史学界也看法不一，存在争议。
- 汪康年曾在《国闻报》上刊登《汪康年启事》中说：“康年于丙申秋创办《时务报》，延请新会梁卓如孝廉为主笔。至今二年。”关于创办原因，接着说：“甲午战败后，国家深受大辱，士大夫们纷纷寻求救国之策，以图自强而洗大耻者。丙申春，康年与诸人同议，知非广译东西文各报，无以通比己之邮；非指陈利病，辨别同异，无以酌新旧之中，乃议设时务报馆于上海。”关于邀请梁启超，汪康年说“时梁卓如孝廉方滞留京邸，致书康年，有公如设报馆某当惟命是遵之语。乃发电信，延来报馆，专司论说。”关于经费，汪康年说：“馆中经费，全赖集资。[3]”

- 针对汪康年说法，梁启超专门撰文《创办时务报原委记》加以驳斥：“本日在《国闻报》中见有汪君穰卿告白云：‘康年于丙申秋创办《时务报》，延请新会梁卓如孝廉为主笔’等语，阅之，不胜骇诧。”针对汪所称自己创办《时务报》的说法，梁启超说：“所谓创办者何：一曰筹款，二曰出力而已。”指出《时务报》的款项乃原《强学报》余款，另有几项捐资。至于出力，梁启超认为，《时务报》筹备工作主要由黄遵宪、梁启超和汪康年三人共同出力，尤以黄遵宪最甚[4]。

- 黄遵宪本人也有自己的说法。“丙申五月，遵宪、德潇与邹君殿书，汪君穰卿、梁君卓如同创《时务报》于上海，因强学会余款开办，遵宪首捐千金为倡，当推汪君驻馆办事，梁君为主笔。[5]”

### 梁启超主笔时期
梁启超在《时务报》创刊号上发表《论报馆有益于国事》的文章，后来成为中国新闻史研究的经典之作。
在《论报馆有益于国事》一文中，梁启超比较系统地论述了报刊功能。第一, 他强调了报纸的“去塞求通”的功能和“导端”的作用；第二, 他认为报纸具有“耳目喉舌”的作用， 并提出了一份好报纸的四条标准：“一曰宗旨定而高,二曰思想新而正,三曰材料富而当,四曰报事确而速。若是者良,反是则劣。”  第三, 他认为要利用报纸的宣传功能来传播变法维新的思想。
梁启超发表在《时务报》上的另一组重要政论为《变法通议》，这篇文章的刊载使得《时务报》成为当时影响力最大的维新派刊物，而梁启超本人也因此得到了“舆论之骄子，天纵之文豪”的美誉。
梁启超在《变法通议》中反复阐述了变法的必要性，并且提出了涉及政治、经济、教育等多方面的变法主张。他开宗明义地写道:“法者,天下之公器也;变者,天下之公理也。大地既通，万国蒸蒸，日趋于上，大势相迫，非可阏制。变亦变，不变亦变。变之变者，变之权操诸己，可以保国，可以保种，可以保教。不变而变者，变之权让诸人，束缚之，驰骤之。呜呼，则非吾所以敢言矣!”强调“科举、学校、官制、工艺、农事、商务等,斯乃立国之元气,而致强之本原也。”“君权日益专,民权日益衰,为中国致弱之根源。”他还说：“不能创法炸圣人也;不能随时,非圣人也。”他认为变法的根本是 “在育人才;人才之兴,在开学校;学校之立,在变科举;而一切要其大成,在变官制。”如果不进行变法，那么中国将难以在世界中生存下去。
这组文章对当时社会影响极大。胡思敬在其所著的《戊戌履霜录》中曾经这么评价《时务报》对当时的影响：“当《时务报》盛行,(即连续刊载(变法通议》期间)启超名重一时,士大夫爱其语言笔札之妙,争礼下之。自通都大邑，下至僻壤穷乡，无不知有新会梁氏者。”严复在致熊纯如的信中也曾提到：“任公文笔原是畅达,其自甲午以后,于报章文字、成绩为多,一纸风行,海内观听为之一耸。” 
《时务报》在梁启超主持期间，成为维新派的宣传机关和联络机关。该报最大销量曾达17000份，成为当时发行量最高的维新报刊。梁启超后来自述说：“一时风靡海内，数月之间，销行至万余份，为中国有报以来所未有。举国趋之，如饮狂泉”。

### 后梁启超时期
1897年梁启超与汪康年矛盾激化，出走长沙。梁、汪2人决裂，自55期后，《时务报》不再有梁启超的文章出现。
1898年5月，汪康年在上海又办《时务日报》，突出时效性。“百日维新”期间，康有为通过御史宋伯鲁上书光绪帝，要求将《时务报》改为官报，设立官报局，由梁启超去管理，意图夺回《时务报》。光绪帝批准将《时务报》改为《时务官报》，迁址北京出版，并责成康有为督办。汪康年得知此事后将《时务报》更名为《昌言报》，将《时务日报》更名为《中外日报》，加以抵制。
《昌言报》由梁鼎芬任主笔，体例未做改动，戊戌政变后，出刊至第10期，于1898年11月19日停刊。

## 主要人員
- 總理：汪康年
- 主筆：梁啟超（前期）
- 翻譯：李維格
- 英文翻译：张坤德
- 法文翻译：郭家骥
- 日文翻译：古城贞吉
- 理事：黄春芳（兼印刷暨银钱业务）[10]。

## 影响
《时务报》在梁启超主笔期间富有成效的宣传, 在全国激起了强烈反响。许多人士为《时务报》宣传、组稿，有的学校甚至将其作为教材使用。
除此之外, 《时务报》也成为了维新派人士推行变法新政的主要阵地。他们经常借此与社会上倾向维新变法的人士进行联系，并且设置许多学会团体，甚至会接受代收会费、办理会员的委托。这些活动冲击了清王朝不允许政治结社和集会的传统，使得维新宣传由文字走向了实践阶段。
《时务报》还为有志之士开辟了面向世界的窗口。报刊共分为“论说”、“谕旨恭录”、“奏折录要”、“京外近事”、“域外报译”、“路透电音”等多个栏目。其中“域外报译”以英文、日文为主，并涉及了法文、俄文等92种外文报刊，共计出版译稿1706篇，关于科学知识的内容有145篇。其刊载题材涉及工业，农业，医疗，生理，物理，地理等，被称为“新知新学万花筒”。如《时务报》第2册刊登的译自日本《西字捷报》的《照相新法》和第18册上刊登的译自《横滨日日报》的文章《电光摄影奇观》两篇新闻，最早在中国报道了X光知识。而在《瑞人挪勃而散财以兴格致》一文中，《时务报》第一次详细介绍诺贝尔和诺贝尔奖。这些文章把西方先进的科学技术介绍给中国的有识之士，为中国科技的发展贡献了自己的力量。